# Armando Coroneaux
Armando Coroneaux Isidoro (sinh ngày 2 tháng 7 năm 1985) là một cầu thủ bóng đá người Cuba thi đấu cho Đội tuyển bóng đá quốc gia Cuba.

## Sự nghiệp câu lạc bộ
Coroneaux dành toàn bộ sự nghiệp thi đấu cho Camagüey và có 100 bàn thắng cho câu lạc bộ.

## Sự nghiệp quốc tế
Anh ra mắt quốc tế cho Cuba vào tháng 2 năm 2008 trong trận giao hữu trước Guyana và có tổng cộng 22 lần ra sân, ghi 4 bàn thắng. Anh đại diện quốc gia trong một trận vòng loại FIFA World Cup. Anh ghi bàn trước Panama trong mới chỉ trận thứ tư của anh cho đội tuyển quốc gia.
Anh được triệu tập vào Cuba tham dự Cúp Vàng CONCACAF 2015. Anh thi đấu trong trận mở màn của Cuba trước México, thất bại 6–0.

### Bàn thắng quốc tế
Tỉ số và kết quả liệt kê bàn thắng của Cuba trước.
| # | Thời gian            | Địa điểm                                           | Đối thủ  | Tỉ số | Giải đấu                          |
| - | -------------------- | -------------------------------------------------- | -------- | ----- | --------------------------------- |
| 1 | 26 tháng 10 năm 2010 | Sân vận động Rommel Fernández, Panama City, Panama | Panama   | 2-0   | Giao hữu                          |
| 2 | 26 tháng 10 năm 2010 | Sân vận động Rommel Fernández, Panama City, Panama | Panama   | 3-0   | Giao hữu                          |
| 3 | 10 tháng 11 năm 2010 | Recreation Ground, St. John's, Antigua và Barbuda  | Dominica | 1-0   | Vòng loại Cúp bóng đá Caribe 2010 |
| 4 | 12 tháng 11 năm 2010 | Recreation Ground, St. John's, Antigua và Barbuda  | Suriname | 1-1   | Vòng loại Cúp bóng đá Caribe 2010 |

## Đời sống cá nhân
Coroneaux sinh ra ở Nuevitas, là một trong 6 người con của Armando Coroneaux Coroneaux và Anairi Isidoro Matos.